# پی‌کلا
پیکلا، روستایی است از توابع بخش مرکزی شهرستان نوشهر در استان مازندران ایران.

## جمعیت
این روستا در دهستان بلده کجور قرار دارد و براساس سرشماری مرکز آمار ایران در سال ۱۳۸۵، جمعیت آن ۹۷۷ نفر (۲۶۱خانوار) بوده‌است. مردم پی‌کلا از قومیت طبری هستند. مردم پی‌کلا به زبان طبری با گویش کجوری سخن می‌گویند.